# أحمد رامي (كاتب)
أحمد رامي (بالسويدية: Ahmed Rami)‏؛ ولد في 12 ديسمبر 1946 كاتب مغربي سويدي ضد محرقة الهولوكوست. اكتسب اهتماما كمؤسس لمحطة إذاعية راديو الإسلام، التي تعمل الآن كموقع على شبكة الإنترنت. 

## سيرة ذاتيه
ولد رامي في تافراوت (المغرب)، ابن شيخ بربر. انضم رامي إلى الاتحاد الوطني للقوات الشعبية أثناء مشاركته في العمل الرسمي في الدار البيضاء. بعد تخرجه في يونيو 1963، قام رامي بتدريس التاريخ والجغرافيا والفرنسية والعربية في المدارس الثانوية في الدار البيضاء. في خريف عام 1965، التحق رامي في الأكاديمية العسكرية الملكية في مكناس بقصد - كضابط - أن يصبح أكثر فعالية في معارضته للنظام. وبعد اعتقال واختفاء المهدي بن بركة، حل رامي «بالدخول إلى النظام لتدميره». أصبح رامي ملازما للدبابات في الجيش الملكي المغربي ويدعي أنه كان له علاقات وثيقة مع الجنرال محمد أوفقير. واقتناعا بأن ملك المغرب الحسن الثاني كان دمية من اليهود ووكالة الاستخبارات المركزية (سي آي أيه)، شارك رامي في محاولة الانقلاب المغربية عام 1972. وسعى للحصول على اللجوء السياسي في السويد وحصل عليه في عام 1973. 
في عام 1987، بدأ رامي باستخدام محطة إذاعية سويدية لبث راديو الإسلام، ظاهريا برنامج العلاقات العامة للمسلمين السويد. ومع ذلك، ركز محتوى العروض على اليهود، واتهمت المحطة بأنها وسيلة لمعاداة السامية. في عام 1989، «اتهم رامي مستشار العدل السويدي برسالة خطاب الكراهية (هيتس موت فولكروب)». واستند هذه التهمة على وجه الخصوص على البرامج التي بثها على راديو الإسلام ولكن أيضا على مقاطع من كتابه («ما هي إسرائيل؟»). حكم على رامي بالسجن ستة أشهر في عام 1990، وتم إبطال تصريح نقل الإذاعة الإسلامية لمدة عام. واستأنفت المحطة البث في عام 1991 تحت إشراف ديفيد جانزون؛ ومع ذلك، في عام 1993، أدين جانزون من نفس الجريمة. وفي آذار / مارس 1992، زار روبرت فوريسون السويد بدعوة من رامي وأجريت معه مقابلة في إذاعتين للإذاعة الإسلامية. كان رامي متحدثا بارزا في المؤتمر السنوي لمعهد الاستعراض التاريخي في عام 1992. راديو الإسلام كان بعيدا عن الهواء من 1993 إلى 1995، ولكن عاد البرنامج في عام 1996 تحت إشراف رامي، في العام نفسه أنشأ موقع راديو الإسلام. 
وفي تشرين الأول / أكتوبر 2000، أدانت محكمة سويدية رامي مرة أخرى وغرمته تم التحقيق مع رامي في جرائم الكراهية في فرنسا والسويد لدوره في الحفاظ على موقع راديو الإسلام. وانتهى التحقيق الأخير في عام 2004 عندما لم يتمكن المدعي العام السويدي من إثبات أن رامي مسؤول عن المحتوى. وفقا لرامي «مجموعة من الشباب» كانوا مسؤولين عن الموقع. ولم يقدم أي أسماء. في 25 نوفمبر 2006، كان رامي محاضرا ضيفا في مؤتمر للجبهة الاشتراكية الوطنية السويدية، ووزعت المجموعة كتبه على موقعه الإلكتروني. 

## روابط خارجية
- Radio Islam
- Holocaust Denial— Ahmed Rami, from Poisoning the Web: Hatred Online by the Anti-Defamation League